# Campeonato Mundial de Snowboard de 2011 - Snowboard cross feminino
A prova do snowboard cross feminino do Campeonato Mundial de Snowboard de 2011 foi disputado  entre os dias  17 e 18 de janeiro na estação de esqui La Molina, localizado na cidade de Alp na Espanha.

## Medalhistas
| Ouro                     | Prata                     | Bronze                  |
| Lindsey Jacobellis (USA) | Nelly Moenne Loccoz (FRA) | Dominique Maltais (CAN) |

## Qualificação
A qualificação ocorreu dia 22 de janeiro.
| Colocação | Bib | Nome                    | Nacionalidade  | Descida 1 | Colocação | Descida 2 | Colocação | Melhor  | Diff  | Notas |
| --------- | --- | ----------------------- | -------------- | --------- | --------- | --------- | --------- | ------- | ----- | ----- |
| 1         | 27  | Nelly Moenne Loccoz     | França         | 58:39     | 2         | 57:83     | 1         | 57:83   |       | Q     |
| 2         | 22  | Lindsey Jacobellis      | Estados Unidos | 58:25     | 1         | 58:28     | 3         | 58:25   | 0.42  | Q     |
| 3         | 30  | Déborah Anthonioz       | França         | 58:61     | 4         | 58:26     | 2         | 58:26   | 0.43  | Q     |
| 4         | 21  | Eva Samkova             | Chéquia        | 58:53     | 3         | 59:28     | 5         | 58:53   | 0.70  | Q     |
| 5         | 20  | Maëlle Ricker           | Canadá         | 58:66     | 5         | DSQ       | -         | 58:66   | 0.83  | Q     |
| 6         | 25  | Claire Chapotot         | França         | 1:00:59   | 11        | 59:19     | 4         | 59:19   | 1.36  | Q     |
| 7         | 19  | Dominique Maltais       | Canadá         | 1:00:11   | 8         | 59:75     | 6         | 59:75   | 1.92  | Q     |
| 8         | 31  | Emilie Aubrey           | Itália         | 59:84     | 7         | 59:77     | 7         | 59:77   | 1.94  | Q     |
| 9         | 28  | Alexandra Jekova        | Bulgária       | 1:01:29   | 15        | 59:80     | 8         | 59:80   | 1.97  | Q     |
| 10        | 35  | Klara Koukalova         | Chéquia        | 59:80     | 6         | 1:09:64   | 20        | 59:80   | 1.97  | Q     |
| 11        | 32  | Zoe Gillings            | Reino Unido    | 1:00:26   | 9         | 59:95     | 9         | 59:95   | 2.12  | Q     |
| 12        | 18  | Susanne Moll            | Áustria        | 1:04:53   | 20        | 1:00:21   | 10        | 1:00:21 | 2.38  | Q     |
| 13        | 23  | Maria Ramberger         | Áustria        | 1:01:11   | 14        | 1:00:34   | 11        | 1:00:34 | 2.51  | Q     |
| 14        | 34  | Bell Berghuis           | Países Baixos  | 1:00:53   | 10        | DNF       | -         | 1:00:53 | 2.70  | Q     |
| 15        | 17  | Yuka Fujimora           | Japão          | 1:02:03   | 17        | 1:00:61   | 12        | 1:00:61 | 2.78  | Q     |
| 16        | 24  | Raffaela Brutto         | Itália         | 1:00:79   | 12        | 1:00:87   | 13        | 1:00:79 | 2.96  | Q     |
| 17        | 29  | Faye Gulini             | Estados Unidos | 1:00:80   | 13        | 1:26:54   | 22        | 1:00:80 | 2.97  |       |
| 18        | 36  | Isabel Clark Ribeiro    | Brasil         | 1:02:02   | 16        | 1:02:25   | 14        | 1:02:02 | 4.19  |       |
| 19        | 33  | Julie Lundholdt         | Dinamarca      | 1:03:47   | 18        | 1:02:44   | 15        | 1:02:44 | 4.61  |       |
| 20        | 37  | Kadri Pihla             | Estónia        | 1:04:37   | 19        | 1:05:81   | 16        | 1:04:37 | 6.54  |       |
| 21        | 43  | Zuzanna Smykala         | Polónia        | 1:05:85   | 21        | 1:33:46   | 24        | 1:05:85 | 8.02  |       |
| 22        | 42  | Martina Krejcova        | Chéquia        | 1:06:74   | 22        | 1:22:86   | 21        | 1:06:74 | 8.91  |       |
| 23        | 39  | Anastasia Asanova       | Rússia         | 1:07:11   | 23        | 1:07:50   | 17        | 1:07:11 | 9.28  |       |
| 24        | 38  | Katerina Chournova      | Chéquia        | DNF       |           | 1:07:63   | 18        | 1:07:63 | 9.80  |       |
| 25        | 44  | Olga Chebotareva        | Rússia         | 1:11:98   | 25        | 1:08:01   | 19        | 1:08:01 | 10.18 |       |
| 26        | 26  | Callan Chythlook-Sifsof | Estados Unidos | 1:09:95   | 24        | DSQ       |           | 1:09:95 | 12.12 |       |
| 27        | 40  | Anna Amor               | Espanha        | 1:24:09   | 26        | DNF       |           | 1:24:09 | 26.26 |       |
| 28        | 41  | Maria Belykh            | Rússia         | DNS       | 00        | DNS       | 00        | 00      | 00    |       |

## Fase eliminatória
As eliminatórias ocorreram dia 18 de janeiro.

### Quartas de final
| Colocação | Bib | Nome                | Nacionalidade | Notas |
| --------- | --- | ------------------- | ------------- | ----- |
| 1         | 1   | Nelly Moenne Loccoz | França        | Q     |
| 2         | 16  | Raffaela Brutto     | Itália        | Q     |
| 3         | 8   | Emilie Aubrey       | Itália        |       |
| 4         | 9   | Alexandra Jekova    | Bulgária      |       |

| Colocação | Bib | Nome              | Nacionalidade | Notas |
| --------- | --- | ----------------- | ------------- | ----- |
| 1         | 6   | Claire Chapotot   | França        | Q     |
| 2         | 11  | Zoe Gillings      | Reino Unido   | Q     |
| 3         | 14  | Bell Berghuis     | Países Baixos |       |
| 4         | 3   | Déborah Anthonioz | França        |       |

| Colocação | Bib | Nome            | Nacionalidade | Notas |
| --------- | --- | --------------- | ------------- | ----- |
| 1         | 5   | Maëlle Ricker   | Canadá        | Q     |
| 2         | 4   | Eva Samkova     | Chéquia       | Q     |
| 3         | 12  | Susanne Moll    | Áustria       |       |
| 4         | 13  | Maria Ramberger | Áustria       |       |

| Colocação | Bib | Nome               | Nacionalidade  | Notas |
| --------- | --- | ------------------ | -------------- | ----- |
| 1         | 2   | Lindsey Jacobellis | Estados Unidos | Q     |
| 2         | 7   | Dominique Maltais  | Canadá         | Q     |
| 3         | 15  | Yuka Fujimora      | Japão          |       |
| 4         | 10  | Klara Koukalova    | Chéquia        |       |

### Semifinal
| Colocação | Bib | Nome                | Nacionalidade | Notas |
| --------- | --- | ------------------- | ------------- | ----- |
| 1         | 5   | Maëlle Ricker       | Canadá        | Q     |
| 2         | 1   | Nelly Moenne Loccoz | França        | Q     |
| 3         | 4   | Eva Samkova         | Chéquia       |       |
| 4         | 16  | Raffaela Brutto     | Itália        |       |

| Colocação | Bib | Nome               | Nacionalidade  | Notas |
| --------- | --- | ------------------ | -------------- | ----- |
| 1         | 2   | Lindsey Jacobellis | Estados Unidos | Q     |
| 2         | 7   | Dominique Maltais  | Canadá         | Q     |
| 3         | 6   | Claire Chapotot    | França         |       |
| 4         | 11  | Zoe Gillings       | Reino Unido    |       |

### Final

#### Pequena final
| Colocação | Bib | Nome            | Nacionalidade | Notas |
| --------- | --- | --------------- | ------------- | ----- |
| 5         | 4   | Eva Samkova     | Chéquia       |       |
| 6         | 6   | Claire Chapotot | França        |       |
| 7         | 11  | Zoe Gillings    | Reino Unido   |       |
| 8         | 16  | Raffaela Brutto | Itália        |       |

#### Grande final
| Colocação         | Bib | Nome                | Nacionalidade  | Notas |
| ----------------- | --- | ------------------- | -------------- | ----- |
| Medalha de ouro   | 2   | Lindsey Jacobellis  | Estados Unidos |       |
| Medalha de prata  | 1   | Nelly Moenne Loccoz | França         |       |
| Medalha de bronze | 7   | Dominique Maltais   | Canadá         |       |
| 4                 | 5   | Maëlle Ricker       | Canadá         |       |

Legenda
| Recorde mundial       | Recorde mundial (World record)               |                       | Recorde africano                      | Recorde africano (African) |                                           | Q | Classificado por posição (Qualified) |
| Recorde do campeonato | Recorde do campeonato (Championship record)  | Recorde da América    | Recorde da América (Americas)         | q                          | Classificado por melhor tempo (Qualified) |   |                                      |
| Melhor marca do ano   | Melhor marca do ano (World leading)          | Recorde asiático      | Recorde asiático (Asian)              | DNS                        | Não largou (Did not start)                |   |                                      |
| Recorde nacional      | Recorde nacional (National record)           | Recorde europeu       | Recorde europeu (European)            | DNF                        | Não terminou (Did not finish)             |   |                                      |
| Recorde pessoal       | Recorde pessoal do atleta (Personal best)    | Recorde da Oceania    | Recorde da Oceania (Oceania)          | DSQ / DQ                   | Desclassificado (Disqualified)            |   |                                      |
| Recorde da temporada  | Recorde da temporada do atleta (Season best) | Recorde sul-americano | Recorde sul-americano (South America) | NM                         | Sem marca (No mark)                       |   |                                      |